# Elisabeth Mikhailovna af Rusland
Elisabeth Mikhailovna (russisk: Елизавета Михайловна; tr. Jelizaveta Mikhajlovna) (26. maj 1826–28. januar 1845) var en russisk storfyrstinde, der var hertuginde af Nassau i Tyskland fra 1844 til 1845 som ægtefælle til Hertug Adolf 1.

## Biografi
Elisabeth (kaldet Lili) blev født den 26. maj 1826 i Kreml i Moskva som andet barn og datter af storfyrst Mikhail Pavlovitj af Rusland i hans ægteskab med prinsesse Charlotte af Württemberg (der havde taget navnet Elena Pavlovna ved sin overgang til den russisk-ortodokse tro). Gennem sin far var hun barnebarn af kejser Paul 1. af Rusland og niece til de to russiske kejsere, Alexander 1. og Nikolaj 1. Hun blev opkaldt efter sin tante, Elisabeth Aleksejevna, Alexander 1.'s anden hustru, der var død tidligere på måneden og havde været en nær veninde af hendes mor.
Elisabeth voksede op med sine søskende i Mikhailovskijpaladset i Sankt Petersborg. Hun havde ry for at være den smukkeste af sine søstre, og som sin mor, Elena Pavlovna, havde hun elegante manerer og var veluddannet. I slutningen af 1843 besøgte Hertug Adolf af Nassau Sankt Petersborg og mødte Elisabeth for første gang. Adolfs stedmoder var Prinsesse Pauline af Württemberg, der var søster til Elisabeths mor. Adolf og Elisabeth forelskede sig i hinanden og blev gift den 31. januar 1844 i Sankt Petersborg. Elisabeth var 17 år gammel, og Adolf var 26.
Efter brylluppet opholdt parret sig et stykke tid i Rusland, før de rejste til Tyskland og flyttede ind på Schloss Biebrich og det nyopførte slot i Wiesbaden. Imidlertid døde Hertuginde Elisabeth den 28. januar 1845 i Wiesbaden efter bare et års ægteskab under fødslen af parrets første barn, der heller ikke overlevede fødslen. Den sorgramte Adolf beordrede opførelsen af en russisk-ortodoks kirke, Sankt Elisabeths Kirke, i Neroberg Park i Wiesbaden, hvor hun kunne blive begravet. Elisabeths sarkofag kan stadig ses i kirken i dag.
Hertug Adolf giftede sig igen i 1851 med prinsesse Adelheid Marie af Anhalt-Dessau.